# Sullivan (Québec)
Pour les articles homonymes, voir Sullivan.
Sullivan est une ancienne municipalité de la MRC de la Vallée-de-l'Or, dans la région québécoise de l'Abitibi-Témiscamingue, au Canada, et fusionnée en 2002 à la ville de Val-d'Or.
Naguère petit bourg minier erigé sur la rive Sud du lac De Montigny vers 1934, celui-ci devint avec l'expansion de la ville de Val-d'Or, une commune à caractère essentiellement résidentiel. En dépit de cette mutation, certains vestiges de la fondation de Sullivan sont toujours visibles, tel que les maisons ouvrières le long de la Rue de la Grève et le château d'eau de la mine Sullivan Consolidated Mines (1934-1967). Ce château d'eau, construit en 1940, a été cité comme immeuble patrimonial en 1998.